# Mila (Algerien)
Mila (arabisch ميلة, tamazight ⵎⵉⵍⴰ Mila) ist eine Stadt im Nordosten Algeriens und die Hauptstadt der Provinz Mila. Im Jahr 2008 hatte sie etwa 69.000 Einwohner. Sie liegt 33 Kilometer (Luftlinie) nordwestlich von Constantine.
In der Antike hieß die Stadt Milevum und war Teil der römischen Provinz Numidien.
Etwa zehn Kilometer nördlich der Stadt ist der Fluss Rhumel oder Oued El Kebir in der Talsperre Beni Haroun zum größten Stausee Algeriens aufgestaut.

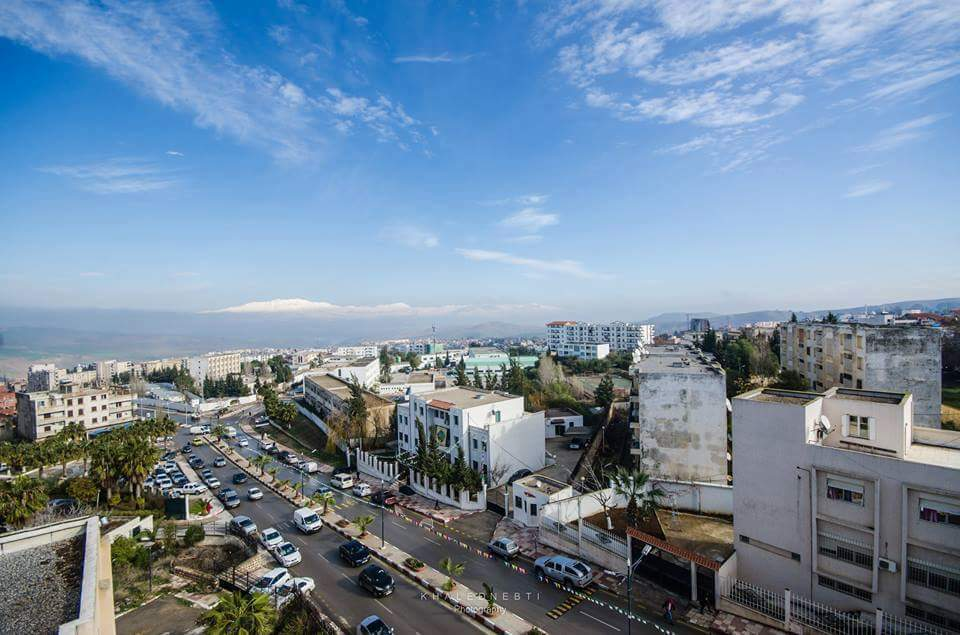
Stadtbild Mila
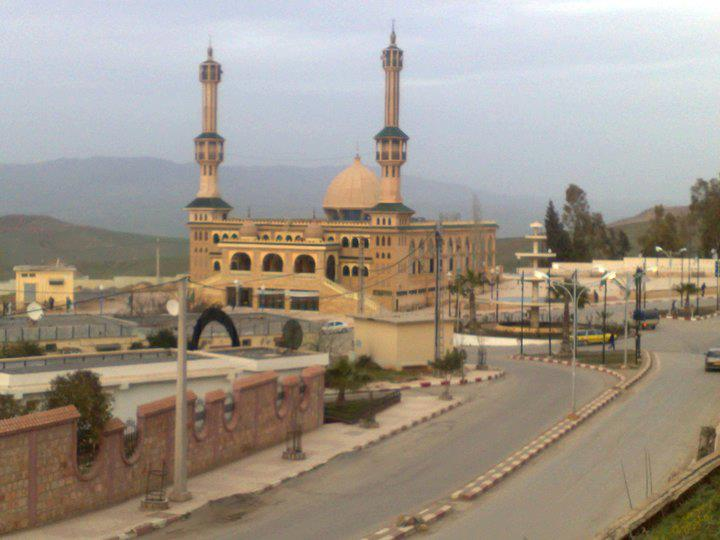
Moschee in Mila